# Kolejowa wieża wodna w Goleniowie
Kolejowa wieża wodna w Goleniowie – wieża ciśnień z 1912 roku w Goleniowie z czerwonej cegły z szachulcową głowicą, znajduje się przy stacji kolejowej w Goleniowie, po rewitalizacji w 2020 roku służy celom kulturalnym.

## Historia

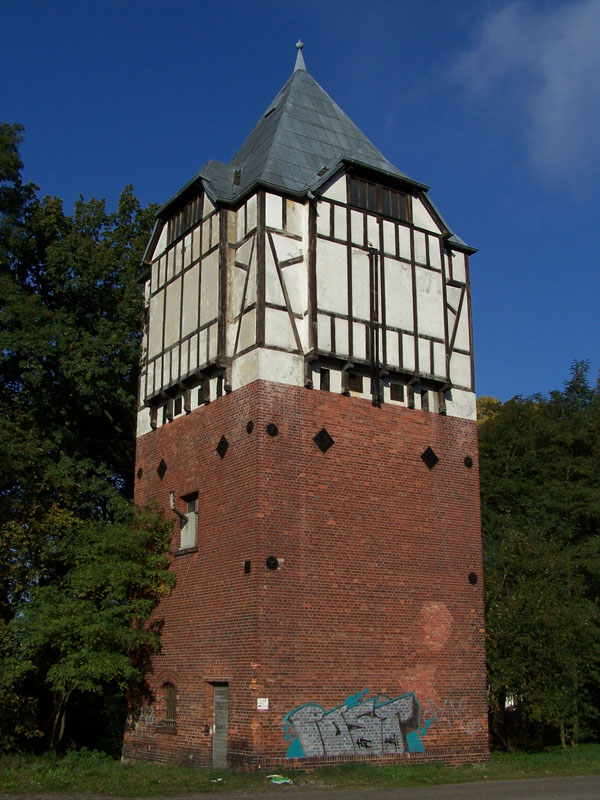
Wieża przed rewitalizacją (2006)

Wieża została zbudowana w 1912 roku, aby zaopatrywać w wodę parowozy. W 1991 roku został wykonany remont, gdyż wieża była w bardzo złym stanie technicznym bo na początku lat 70. XX wieku zawaliła się jedna ze ścian osłaniających zbiornik. Podczas remontu wymieniono dach, odbudowano i odnowiono ściany elewacji, a drewniane elementy konstrukcji zaimpregnowano.
Do wieży dobudowano oszkloną klatkę schodową i po remoncie nadano jej nazwę Twierdza Design. Prace adaptacyjne i remontowe sfinansowano częściowo ze środków Europejskiego Funduszu Rozwoju Regionalnego i budżetu państwa, zostały one zakończone w 2020 roku. Obiekt służy celom kulturalnym: działa w nim Stowarzyszenie Akademia Rocka, mieści on harcówkę ZHP oraz jest w nim pomieszczenie wykorzystywane na warsztaty artystyczne. 
Budynek został wpisany do gminnej ewidencji zabytków. 

## Architektura
Trzon wieży został wymurowany z czerwonej cegły i jest  zwieńczony głowicą o płaskiej podstawie.  Drewniany szkielet ściany osłonowej zbiornika został pomalowany na czarno, a murowane wypełnienie otynkowano i pobielono. Wewnątrz w górnej części znajduje się oryginalny metalowy zbiornik na wodę.